# Leichtathletik-Weltmeisterschaften 2007/Teilnehmer (Kenia)
| Goldmedaillen | Silbermedaillen | Bronzemedaillen |
| ------------- | --------------- | --------------- |
| 5             | 3               | 5               |

Kenia stellte mindestens 16 Teilnehmerinnen und 21 Teilnehmer bei den Leichtathletik-Weltmeisterschaften 2007 in der japanischen Metropole Osaka.

## Medaillen
Mit fünf gewonnenen Gold-, drei Silber- und fünf Bronzemedaillen belegte das kenianische Team Platz 2 im Medaillenspiegel.

### Medaillengewinner
Gold
- Frauen
  - Janeth Jepkosgei Busienei: 800 m
  - Catherine Ndereba: Marathon
- Männer
  - Alfred Kirwa Yego: 800 m
  - Luke Kibet Bowen: Marathon
  - Brimin Kiprop Kipruto: 3000 m Hindernis

 Silber
- Frauen
  - Vivian Cheruiyot: 5000 m
- Männer
  - Eliud Kipchoge: 5000 m
  - Ezekiel Kemboi: 3000 m Hindernis

 Bronze
- Frauen
  - Priscah Jepleting Cherono: 5000 m
  - Eunice Jepkorir Kertich: 3000 m Hindernis
- Männer
  - Shedrack Kibet Korir: 1500 m
  - Martin Irungu Mathathi: 10.000 m
  - Richard Kipkemboi Mateelong: 3000 m Hindernis

## Ergebnisse

### Männer

#### Laufdisziplinen

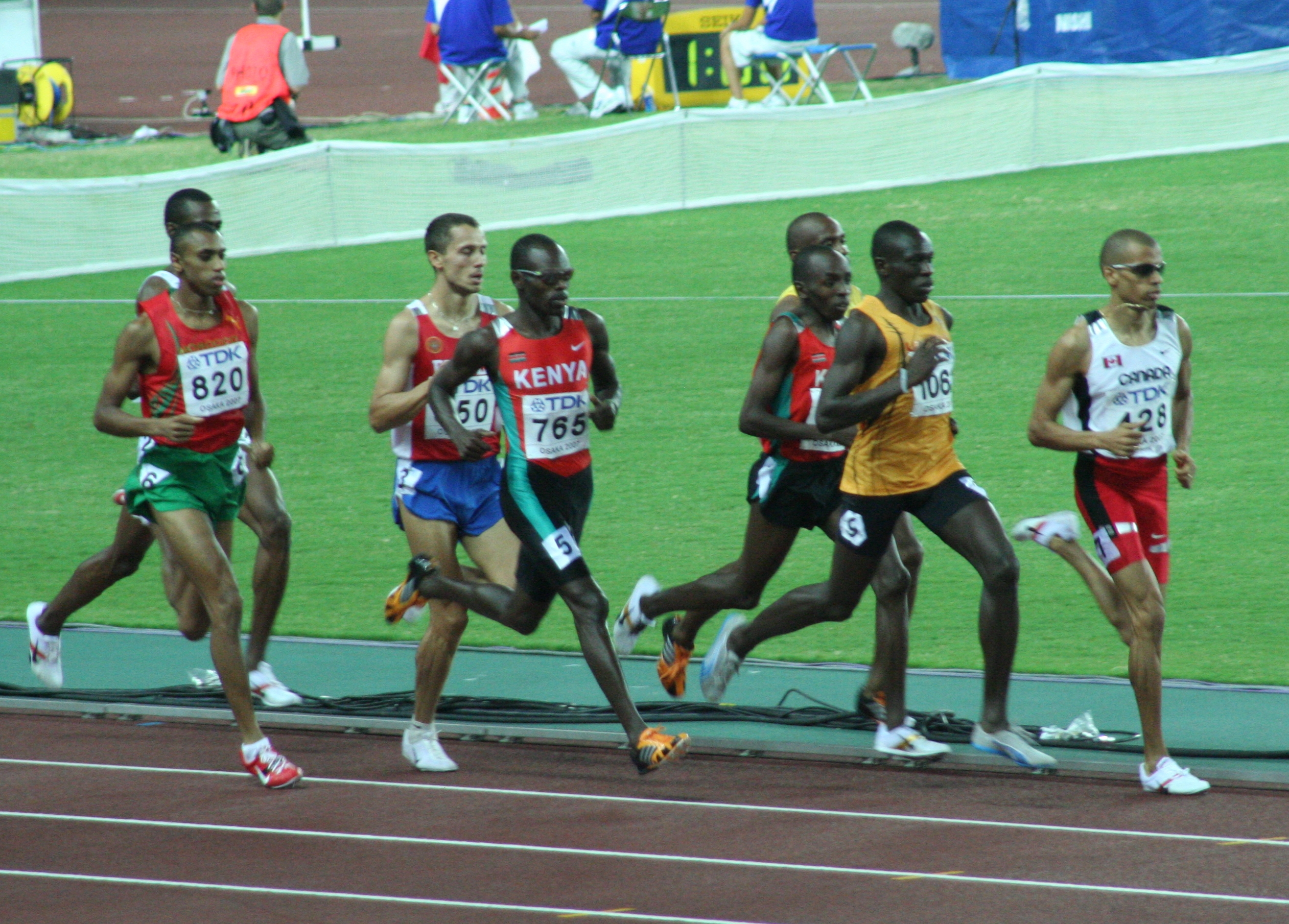
Dicht gedrängtes Feld im 800-Meter-Finale

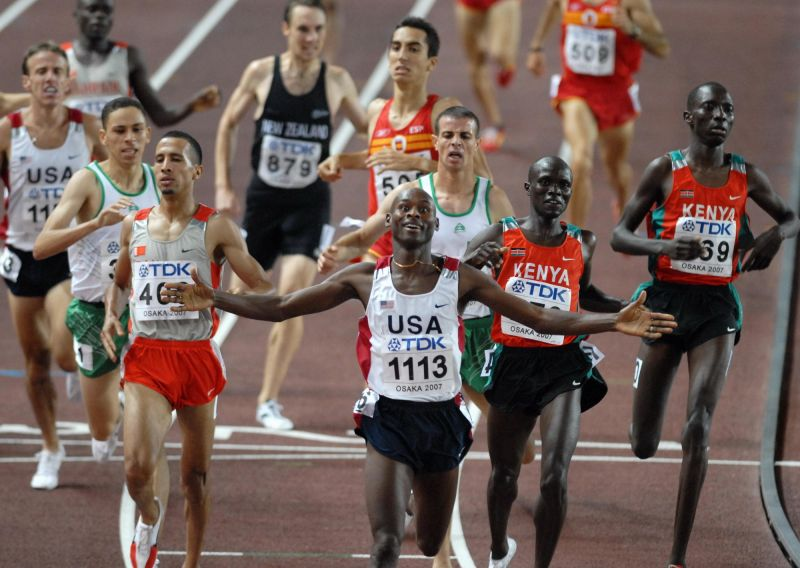
1500-Meter-Zieleinlauf

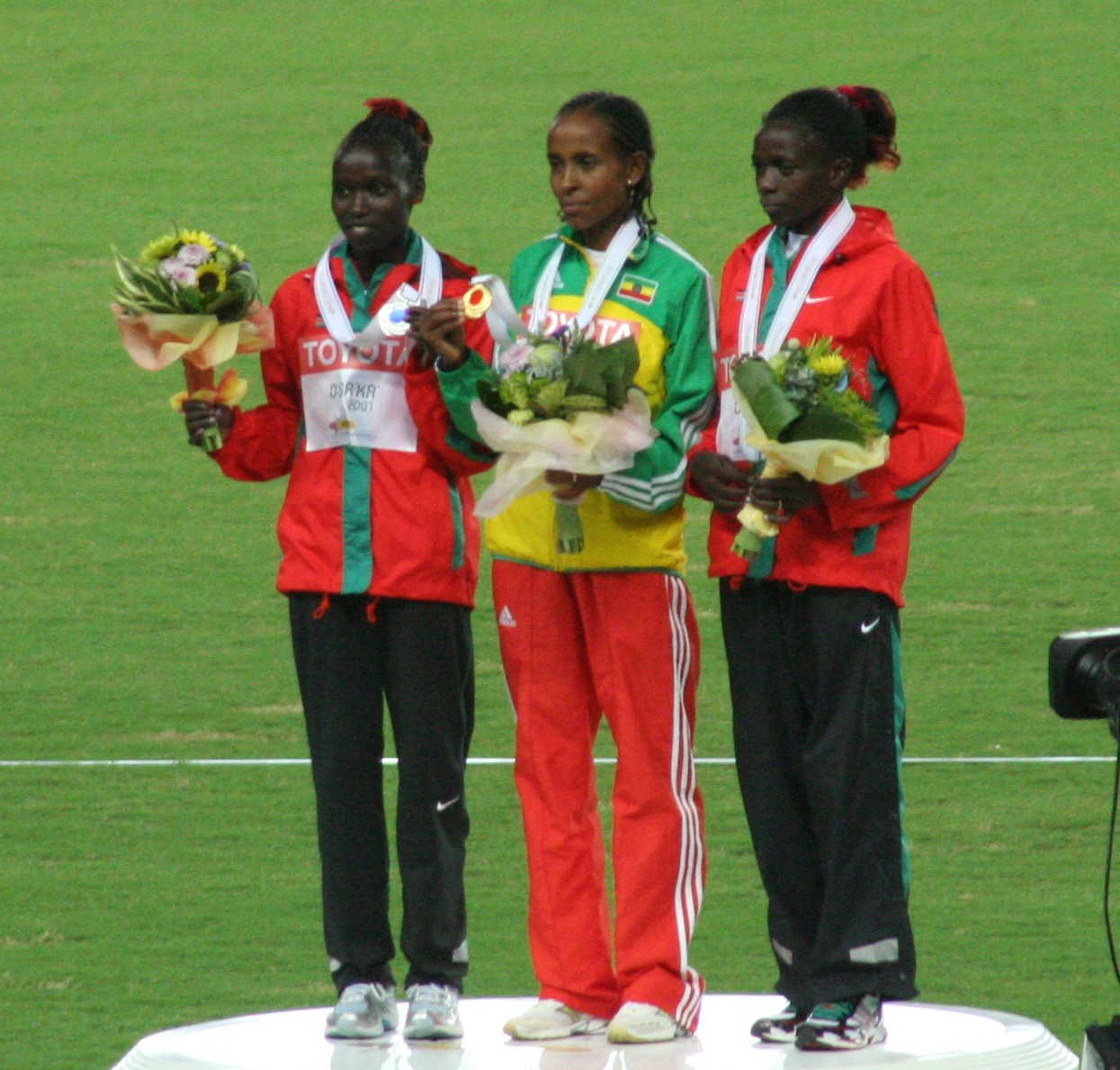
5000 m: Siegerehrung mit Priscah Jepleting Cherono und Vivian Cheruiyot

| Athlet                      | Disziplin        | Vorlauf      | Vorlauf   | Viertelfinale | Viertelfinale | Halbfinale  | Halbfinale | Finale             | Finale             |
| Athlet                      | Disziplin        | Zeit         | Platz     | Zeit          | Platz         | Zeit        | Platz      | Zeit               | Platz              |
| --------------------------- | ---------------- | ------------ | --------- | ------------- | ------------- | ----------- | ---------- | ------------------ | ------------------ |
| Wilfred Bungei              | 800 m            | 1:45,79 min  | 3 (VL5) Q |               |               | 1:45,20 min | 2 (HF3) Q  | 1:47,42 min        | 5                  |
| Justus Koech                | 800 m            | 1:46,08 min  | 3 (VL2) Q |               |               | 1:46,86 min | 7 (HF2)    | nicht qualifiziert | nicht qualifiziert |
| Alfred Kirwa Yego           | 800 m            | 1:45,52 min  | 1 (VL4) Q |               |               | 1:44,54 min | 1 (HF1) Q  | 1:47,09 min        | Gold               |
| Daniel Kipchirchir Komen    | 1500 m           | 3:41,96 min  | 7 (VL3) q |               |               | 4:02,95 min | 10 (HF1)   | nicht qualifiziert | nicht qualifiziert |
| Shedrack Kibet Korir        | 1500 m           | 3:39,55 min  | 4 (VL2) Q |               |               | 3:41,15 min | 7 (HF2) q  | 3:35,04 min        | Bronze             |
| Asbel Kiprop                | 1500 m           | 3:40,65 min  | 1 (VL1) Q |               |               | 3:42,99 min | 3 (HF1) Q  | 3:35,24 min        | 4                  |
| Joseph Ebuya                | 5000 m           | 13:48,21 min | 9 (VL1)   |               |               |             |            | nicht qualifiziert | nicht qualifiziert |
| Eliud Kipchoge              | 5000 m           | 13:33,37 min | 1 (VL2) Q |               |               |             |            | 13:46,00 min       | Silber             |
| Isaac Kiprono Songok        | 5000 m           | 13:47,42 min | 7 (VL1)   |               |               |             |            | nicht qualifiziert | nicht qualifiziert |
| Benjamin Limo               | 5000 m           | 13:11,47 min | 7 (VL2) q |               |               |             |            | 14:01,25 min       | 15                 |
| Martin Irungu Mathathi      | 10.000 m         |              |           |               |               |             |            | 27:12,17 min       | Bronze             |
| Josphat Kiprono Menjo       | 10.000 m         |              |           |               |               |             |            | 28:25,67 min       | 8                  |
| Josphat Muchiri Ndambiri    | 10.000 m         |              |           |               |               |             |            | 27:31,41 min       | 5                  |
| Luke Kibet Bowen            | Marathon         |              |           |               |               |             |            | 2:15:59 h          | Gold               |
| Laban Kagika                | Marathon         |              |           |               |               |             |            | 2:37:13 h          | 52                 |
| Laban Kipkemboi             | Marathon         |              |           |               |               |             |            | DNF                | DNF                |
| William Kiplagat            | Marathon         |              |           |               |               |             |            | 2:19:21 h          | 8                  |
| James Mwangi Macharia       | Marathon         |              |           |               |               |             |            | DNF                | DNF                |
| Ezekiel Kemboi              | 3000 m Hindernis | 8:20,08 min  | 3 (VL1) Q |               |               |             |            | 8:16,94 min        | Silber             |
| Brimin Kiprop Kipruto       | 3000 m Hindernis | 8:21,93 min  | 1 (VL3) Q |               |               |             |            | 8:13,82 min        | Gold               |
| Richard Kipkemboi Mateelong | 3000 m Hindernis | 8:29,49 min  | 1 (VL2) Q |               |               |             |            | 8:17,59 min        | Bronze             |

### Frauen

#### Laufdisziplinen
| Athletin/nen              | Disziplin        | Vorlauf      | Vorlauf   | Viertelfinale | Viertelfinale | Halbfinale     | Halbfinale | Finale             | Finale             |
| Athletin/nen              | Disziplin        | Zeit         | Platz     | Zeit          | Platz         | Zeit           | Platz      | Zeit               | Platz              |
| ------------------------- | ---------------- | ------------ | --------- | ------------- | ------------- | -------------- | ---------- | ------------------ | ------------------ |
| Janeth Jepkosgei Busienei | 800 m            | 1:58,95 min  | 1 (VL6) Q |               |               | 1:56,17 min WL | 1 (HF3) Q  | 1:56,04 min WL     | Gold               |
| Viola Jelagat Kibiwot     | 1500 m           | 4:10,53 min  | 2 (VL2) Q |               |               | 4:03,97 min    | 2 (HF2) Q  | 4:02,10 min        | 5                  |
| Veronica Nyaruai          | 1500 m           | 4:11,04 min  | 4 (VL3) Q |               |               | 4:21,50 min    | 11 (HF2)   | nicht qualifiziert | nicht qualifiziert |
| Priscah Jepleting Cherono | 5000 m           | 15:11,22 min | 3 (VL2) Q |               |               |                |            | 14:59,21 min       | Bronze             |
| Vivian Cheruiyot          | 5000 m           | 15:06,54 min | 1 (VL1) Q |               |               |                |            | 14:58,50 min       | Silber             |
| Sylvia Jebiwott Kibet     | 5000 m           | 15:06,54 min | 2 (VL1) Q |               |               |                |            | 14:59,26 min       | 4                  |
| Emily Chebet Muge         | 10.000 m         |              |           |               |               |                |            | 32:31,21 min       | 8                  |
| Evelyne Nganga            | 10.000 m         |              |           |               |               |                |            | 33:17,12 min       | 18                 |
| Philes Moora Ongori       | 10.000 m         |              |           |               |               |                |            | 32:30,74 min       | 7                  |
| Rose Cheruiyot            | Marathon         |              |           |               |               |                |            | 2:38:56 h          | 24                 |
| Hellen Jemaiyo Kimutai    | Marathon         |              |           |               |               |                |            | 2:39:14 h          | 25                 |
| Edith Masai               | Marathon         |              |           |               |               |                |            | 2:32:22 h          | 8                  |
| Catherine Ndereba         | Marathon         |              |           |               |               |                |            | 2:30:37 h          | Gold               |
| Rita Jeptoo Sitienei      | Marathon         |              |           |               |               |                |            | 2:32:03 h          | 7                  |
| Eunice Jepkorir Kertich   | 3000 m Hindernis | 9:32,27 min  | 1 (VL1) Q |               |               |                |            | 9:20,09 min        | Bronze             |
| Ruth Bisibori Nyangau     | 3000 m Hindernis | 9:31,20 min  | 5 (VL3) q |               |               |                |            | 9:25,25 min        | 4                  |